# Коробовщина (Брянская область)
Коробовщина — деревня в Стародубском муниципальном округе Брянской области.

## География
Находится в южной части Брянской области на расстоянии приблизительно 2 км на юго-восток по прямой от районного центра города Стародуб.

## История
На карте 1941 года показана как поселение с 5 дворами. До 2020 года входила в состав Десятуховского сельского поселения Стародубского района до их упразднения.

## Население
Численность населения: 55 человек в 2002 году (русские 100 %), 33 в 2010.